# Bataille de Czaśniki
Sixième Coalition
Batailles
Campagne de Russie (1812)
- Liste des batailles
- Mir
- Moguilev
- Ostrovno
- Vitebsk
- Kliastitsy
- Smolensk
- 1re Polotsk
- Valoutina Gora
- Moskova
- Moscou
- Winkowo
- 2e Polotsk
- Maloïaroslavets
- Gorodnia
- Czaśniki
- Viazma
- Smoliani
- Krasnoï
- Bérézina

Campagne d'Allemagne (1813)
- Dantzig
- Lunebourg
- Möckern
- Lützen
- Bautzen
- Reichenbach
- Haynau
- Luckau
- Hoyerswerda
- Lauenbourg
- Goldberg
- Gross Beeren
- Katzbach
- Dresde
- Kulm
- Dennewitz
- Peterswalde
- Liebertwolkwitz
- Leipzig
- Hanau
- Sehested
- Torgau
- Hambourg

Campagne de France (1814)
- Sainte-Croix-en-Plaine
- Besançon
- Mayence
- Metz
- Saint-Avold
- 1re Saint-Dizier
- Brienne
- La Rothière
- Campagne des Six-Jours (Champaubert
- Montmirail
- Château-Thierry
- Vauchamps)
- Mormant
- Montereau
- Bar-sur-Aube
- Saint-Julien
- Laubressel
- Berry-au-Bac
- Craonne
- Coutures
- Laon
- Soissons
- Mâcon
- Reims
- Saint-Georges-de-Reneins
- Limonest
- Arcis-sur-Aube
- Fère-Champenoise
- 2e Saint-Dizier
- Meaux
- Claye
- Villeparisis
- Paris

- Feistritz
- Caldiero (en)
- Trieste
- Mincio

- Hoogstraten (de)
- Anvers
- Berg-op-Zoom
- Courtrai

La bataille de Czaśniki (en biélorusse : Бой пад Ча́шнікамі, Boï pad Tchachnikami) a lieu le 31 octobre 1812 entre l'armée russe du général Pierre Wittgenstein et l'arrière de la Grande Armée de Napoléon Ier, commandée par le maréchal Claude-Victor Perrin, pendant la campagne de Russie.
Cette bataille est une tentative des Français pour rétablir la « ligne de la Dvina », leur ligne de défense, qui s'est émiettée deux semaines plus tôt avec la victoire de Wittgenstein à la seconde bataille de Polotsk.

## Contexte
Ayant appris la défaite, Victor, commandant le 9e corps, que Napoléon a maintenu en réserve à Smolensk, marche au nord-est avec 22 000 soldats pour reconstituer la « ligne de la Dvina ». À Czaśniki, il s'unit aux éléments du 2e corps, qui retraitent. Il a ainsi 36 000 hommes à sa disposition.
Wittgenstein, après avoir confié ses 9 000 prisonniers à la garnison, marche vers le sud sur Czaśniki avec 30 000 hommes.

## La bataille
L'affrontement de Czaśniki se déroule principalement entre l'avant-garde de Wittgenstein, menée par le général Iachvil, et le 2e corps qui occupe une position, en avant des troupes de Victor.
Les Russes attaquent le 2e corps qui recule, jusqu'à rencontrer la position principale de Victor. Iachvil reçoit alors l'ordre de s'arrêter, tandis que débute un bombardement d'artillerie contre les Français. Victor, apparemment affaibli par l'avance de Iachvil, décide de ne pas continuer la bataille et commande la retraite sur Senno, située à 40 kilomètres vers l'est. Les Russes ne le poursuivent pas.
Les pertes françaises lors de cette bataille sont de 1 200 hommes, contre seulement 400 chez les Russes. 

## Conséquences
Bien que la défaite de Czaśniki ne semble pas flagrante, elle n'est pas sans conséquences pour Napoléon. 
Victor a échoué dans sa tentative de rétablir la « ligne de la Dvina ». Sa nouvelle position à Senno se trouve à seulement 50 kilomètres de la route de retraite prévue par Napoléon en cas d'échec de la prise de Moscou. De plus, le succès de Wittgenstein le rapproche des armées de Pavel Tchitchagov et de Koutouzov. La Grande Armée risque de se retrouver encerclée entre les trois armées russes.
En outre, après ses victoires à Polotsk et Czaśniki, Wittgenstein envoie le général Harpe à Vitebsk pour prendre le dépôt d'approvisionnement des Français. Le 7 novembre, après un bref combat, la garnison de Vitebsk se rend à Harpe. D'énormes réserves d'armes et de nourriture tombent dans les mains des Russes.
La chute de Vitebsk est un coup dur pour Napoléon parce qu'il avait projeté d'y passer l'hiver, au cas où la Grande Armée échouerait devant Moscou. Le plan de Napoléon qui prévoyait de combiner son armée avec celle de Victor à Vitebsk, où elles pourraient se rééquiper avant de reprendre la campagne au printemps suivant, est maintenant caduc.
En apprenant la victoire des Russes à Czaśniki, Napoléon ordonne immédiatement à Victor d'attaquer Wittgenstein pour reprendre Polotsk, ce qui conduit à la bataille de Smoliani, le 14 novembre, et à une nouvelle défaite française.